# 若水镇 (冕宁县)
若水镇，是中华人民共和国四川省凉山彝族自治州冕宁县下辖的一个乡镇级行政单位。2019年12月，撤销回龙镇、哈哈乡和森荣乡，设立若水镇，以原回龙镇、原森荣乡和原哈哈乡那甲瓦村、哈哈村、木拉乐村所属行政区域为若水镇的行政区域。

## 行政区划
若水镇下辖以下地区：
若水村、八显村、古樟村、小凹村、石古村和丰乐村。